# Fertilizante nitrogenado
Os fertilizantes nitrogenados são compostos químicos que possuem em sua composição o elemento nitrogênio num formato assimilável pelas plantas.
O nitrogênio é encontrado de forma abundante na atmosfera em sua forma molecular (N2). Este formato é inaproveitável à maioria dos organismos vivos. Para tornar-se “fixável”, o nitrogênio deve se transformar.

## Processos históricos

### Arco voltaico
Por muitos anos o nitrogênio foi considerado de importância secundária, embora já fosse conhecida a técnica da rotação de culturas para sua fixação. Com o incremento populacional, tornou-se necessário alguma nova fonte de nitrogênio para melhorar as colheitas.
O processo do arco voltáico foi um precursor para sua obtenção. Baseia-se no princípio da descarga elétrica atmosférica que acontece naturalmente. Durante esta descarga, o nitrogênio e o oxigênio atmosféricos são oxidados a altas temperaturas e reagem entre si, formando os óxidos de nitrogênio, que também reagem com a água da atmosfera formando ácidos nítrico e nitroso. Esses ácidos, em contato com o solo, ou com calcário, formam os nitratos de cátions metálicos (cálcio, sódio, magnésio etc.), sais nitrogenados que podem ser aproveitados pelas plantas.

### Carbureto
Outro método, utilizando a cianamida cálcica (CaCN2), é obtido reagindo o carbeto de cálcio, ou carbureto (CaC2) com nitrogênio atmosférico puro, dando então origem a esse sal que, além de "fixar" o nitrogênio, também fornece o cálcio, macroelemento secundário. Ainda hoje a cianamida cálcica é utilizada como elemento fertilizante, sobretudo na cultura da uva.

## Processos modernos

### Amônia
Na industria moderna de fertilizantes, a produção da amônia é a base para a elaboração de todos os outros fertilizantes nitrogenados. Independentemente de qual seja o processo de preparação do gás de síntese, é utilizada uma técnica análoga à de Haber-Bosch para a síntese da amônia.

#### Síntese da amônia
Esta reação ocorre a pressões elevadas com auxílio de catalisadores. O nitrogênio vem da atmosfera e o hidrogênio pode vir de diversas fontes (renováveis ou não); as principais
técnica são a reforma catalítica e a oxidação parcial.

### Ureia
Reagindo a amônia e dióxido de carbono que, no caso de complexos integrados, é suprido pela própria unidade de amônia, da qual é extraído como subproduto, produzimos a ureia.

#### Síntese da ureia
Pelo processo de Bosch-Meiser, a adição de amônia e gás carbônico forma o produto intermediário carbamato de amônio, que, por desidratação, gera a ureia. 
- Formação do Carbamato

- Desidratação do Carbamato

### Ácido nítrico
O ácido nítrico é produzido pela oxidação da amônia.

#### Síntese do ácido nítrico
- Combustão

A amônia é oxidada cataliticamente numa reação exotérmica, convertendo-se em óxido nitroso.
- Oxidação

O oxigênio remanescente é enriquecido e os gases são resfriados até o menor nível possível. Nessas condições a maior parte do óxido nitroso é oxidado em dióxido de nitrogênio. Associado ao vapor d'água condensado forma-se o ácido fraco.
- Absorção

Na coluna absorvedora processam-se simultaneamente a absorção de dióxido de nitrogênio em água e a reação de oxidação do óxido nitroso remanescente.

### Nitrato de amônio
O nitrato de amônio é produzido pela neutralização de ácido nítrico com amônia gasosa.

#### Síntese do nitrato de amônio
- Neutralização

### Sulfato de amônio
A reação exotérmica entre amônia e ácido sulfúrico gera o sulfato de amônio